# Samara Felippo

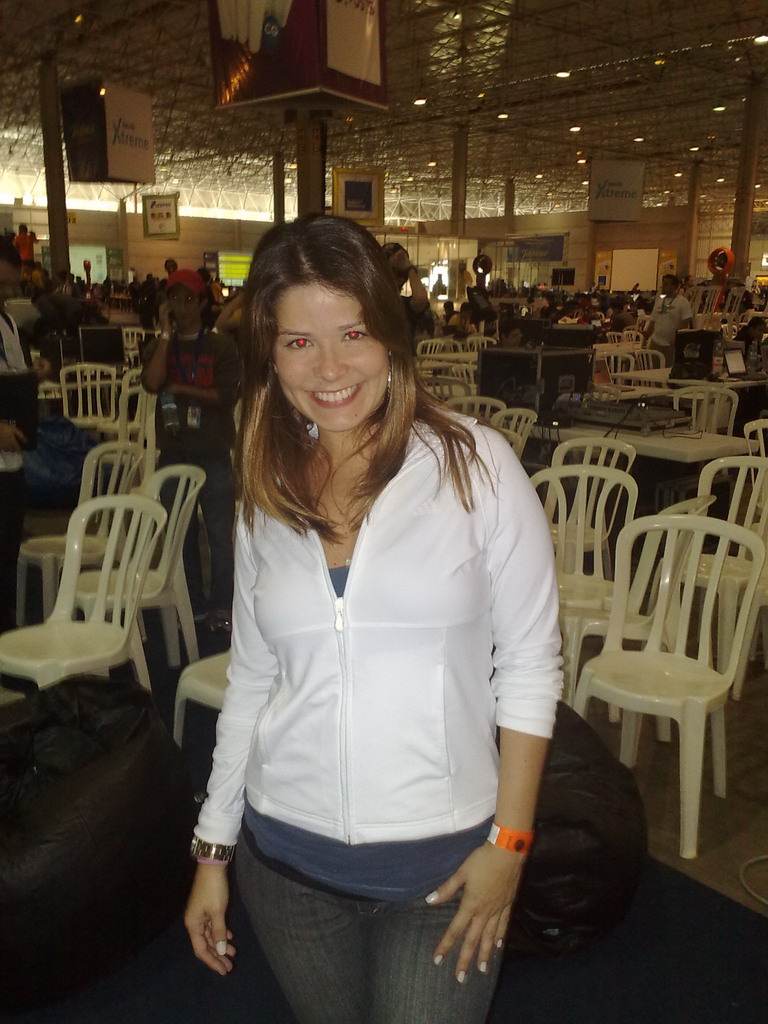
Samara Felippo

Samara Felippo Santana (n. 6 octombrie 1978) este o actriță braziliană.

## Biografie
Samara intenționa să devină o gimnastă, dar a decis să studieze teatrul pentru a-și pierde inhibarea. La vârsta de 17 ani, a renunțat la examenul de admitere universitară pentru informatică, când a obținut un loc în atelierul de actori al Rede Globo.

## Viața personală
El a locuit cu jucătorul de baschet Leandrinho, cu care are o fiică, Alícia, născută la 25 iunie 2009. În 2010, cuplul sa despărțit, dar a fost reconciliat din nou. Pe 25 mai 2013, Samara dă naștere celei de-a doua fiice a cuplului, Lara. În septembrie 2013, actrita a anunțat separarea celor doi.

## Filmografie

### Televiziune
| Anul | Titlu                    | Rol                            |
| ---- | ------------------------ | ------------------------------ |
| 1997 | Anjo Mau                 | Simone Garcia                  |
| 1998 | Malhação                 | Sabrina                        |
| 1998 | Meu Bem Querer           | Baby Amoedo                    |
| 1999 | Suave Veneno             | Gilvânia                       |
| 1999 | Malhação                 | Érica Schmidt                  |
| 2001 | Clona                    | Diogo's girlfriend             |
| 2002 | Sítio do Picapau Amarelo | Albă ca zăpada                 |
| 2003 | Șapte femei              | Mariana                        |
| 2003 | Ciocolată cu piper       | Celina Costa Andrade Fernandes |
| 2004 | Culoarea păcatului       | Greta Bazaróv                  |
| 2005 | América                  | Detinha (Maria Odete)          |
| 2006 | JK                       | Maria Estela Kubitschek        |
| 2006 | Minha Nada Mole Vida     | Cynthia Valéria                |
| 2006 | O Profeta                | Wandinha (Wanda Carvalho)      |
| 2007 | Șapte păcate             | Simone                         |
| 2008 | Dança dos Famosos 5      | Si mesma                       |
| 2008 | Casos e Acasos           | Sofia                          |
| 2008 | Casos e Acasos           | Ana                            |
| 2008 | Casos e Acasos           | Bianca                         |
| 2010 | S.O.S. Emergência        | Silmara                        |
| 2012 | Dercy de Verdade         | Maria Decimar Martins Senra    |
| 2013 | José do Egito            | Diná                           |
| 2015 | Os Dez Mandamentos       | Joquebede (tineri)             |
| 2017 | Apocalipse               | Natália Menezes                |